# Universität Ouagadougou

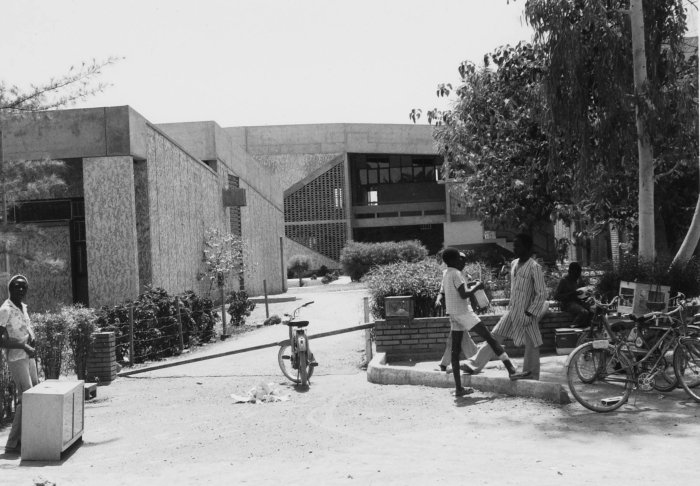
Eingang der Universität (1979)

Die Universität Ouagadougou (französisch L'Université de Ouagadougou) ist eine Universität in Ouagadougou, der Hauptstadt des westafrikanischen Staates Burkina Faso. Die Universität wurde 1974 gegründet. Der Campus liegt im östlichen Stadtteil Zogona. Die jetzige Präsidentin Odile Germaine Nacoulma hält das Amt seit 2006.

## Geschichte
Die Universität Ouagadougou wurde 1974 gegründet, als der Staat Burkina Faso noch die Bezeichnung Obervolta trug. Im Gründungsjahr zählte die Universität 374 Studenten. 1995 wurde ein zweiter Campus der Universität in Bobo-Dioulasso gegründet, ein dritter 1996 in Koudougou. Im Ausbildungsjahr 2003/2004 lag die Studentenzahl bei etwa 20.000.

## Gliederung
Die Universität Ouagadougou besteht aus sieben Ausbildungs- und Forschungseinheiten (Unités de Formation et de Recherche, abgekürzt UFR) und einem Institut:
- UFR Langues, Arts et Communication
- UFR Sciences Humaines
- UFR Sciences Juridiques et Politiques
- UFR Sciences Economiques et Gestion
- UFR Sciences Exactes et Appliquées
- UFR Sciences de la Santé
- UFR Sciences de la Vie et de la Terre
- Institut Burkinabè des Arts et des Métiers

## Rektoren
Hier eine Liste der Rektoren der Universität:
| Rektoren                   | Von  | Bis  |
| -------------------------- | ---- | ---- |
| Odile Germaine Nacoulma    | 2006 |      |
| Joseph Paré                | 2003 | 2006 |
| Alfred Sababénédjo Traoré  | 2000 | 2003 |
| Filiga Michel Sawadogo     | 1995 | 2000 |
| Alfred Sababénédjo Traoré  | 1990 | 1995 |
| Alain Nindaoua Sawadogo    | 1987 | 1990 |
| Oumarou Clément Ouédraogo  | 1984 | 1987 |
| Albert Ouédraogo           | 1982 | 1984 |
| Yembila Abdoulaye Togueyni | 1974 | 1982 |

## Alumni
- Ousmane Amadou (* 1970), Wirtschaftswissenschaftler und Politiker
- Marie Odile Bonkoungou Balima (* 1961), Politikerin und Diplomatin
- Mohamed Boucha (1966–2021), Politiker
- Alain Francis Gustave Ilboudo (* 1958), Diplomat
- Patrick Ilboudo (1951–1994), Schriftsteller
- Améty Meria (* vor 1993), Musikerin
- Fanta Régina Nacro (* 1962), Regisseurin
- Paul Kaba Thieba (* 1960), Politiker
- Ezé Wendtoin (* 1991), Musiker und Liedermacher
- Isaac Zida (* 1965), Offizier und Politiker